# Le chant du rossignol

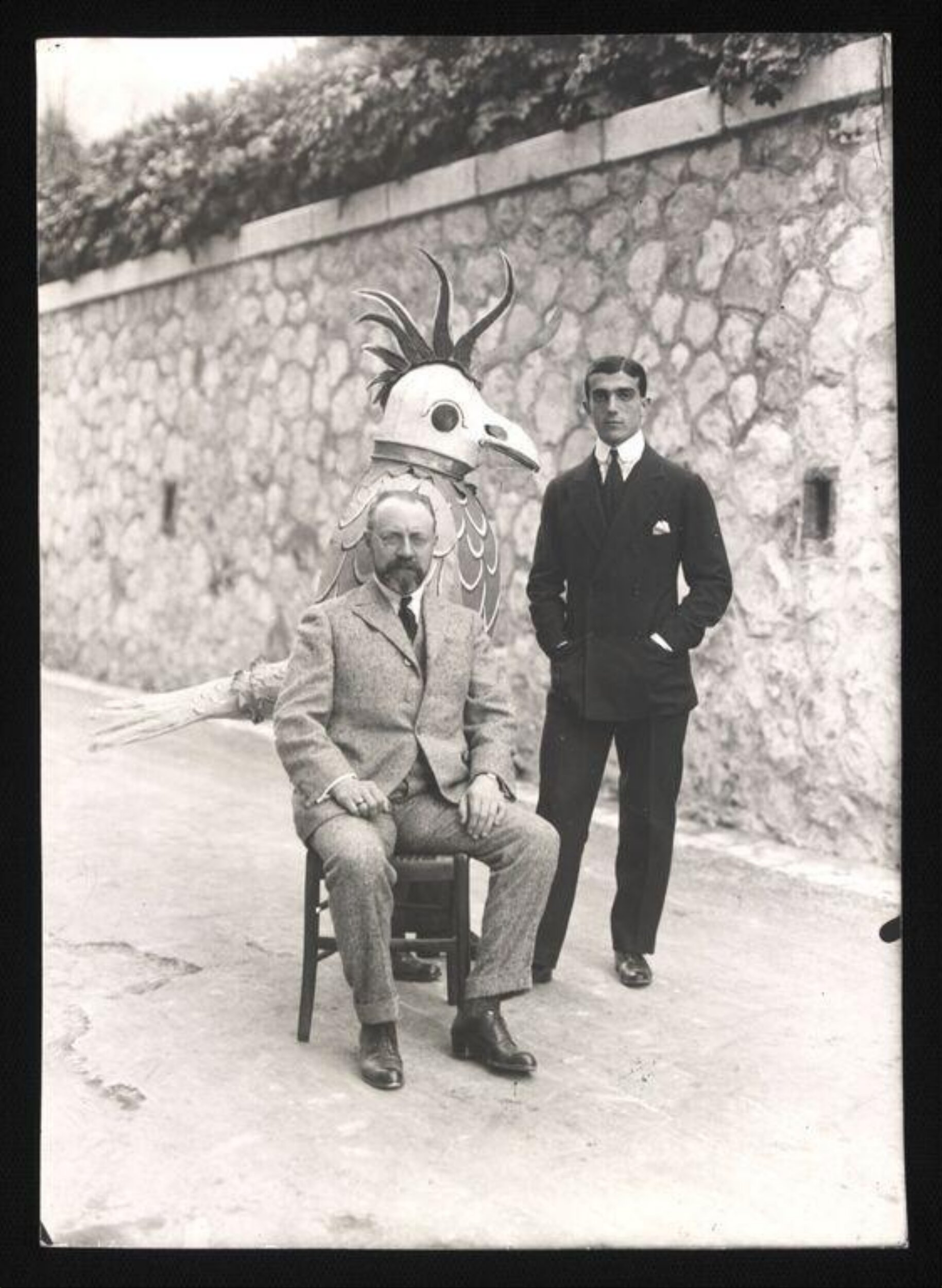
Henri Matisse y Léonide Massine con un ruiseñor mecánico en 1920. Exposición de ballets rusos en el Museo-Biblioteca de la Ópera de París

Le chant du rossignol, comúnmente conocida como El canto del ruiseñor o La canción del ruiseñor, es un poema sinfónico escrito por Ígor Stravinski en 1917. La pieza es una adaptación de su obra anterior, Le rossignol (El ruiseñor), una ópera a partir de 1914. La ópera, basada en el cuento «El ruiseñor» de Hans Christian Andersen, se compone de tres actos, contada desde el punto de vista de un pescador chino. En la versión para orquesta, Stravinski reutiliza gran parte de la música del segundo y tercer actos.

## La primera ópera de Stravinski
Se trata de la primera ópera de Stravinski, cuyo primer acto fue compuesto en 1908 y, los dos siguientes actos, en 1913-14. El retraso entre la escritura de los primeros y los últimos actos se debió a los encargos de El pájaro de fuego, Petrushka y La consagración de la primavera para los Ballets Rusos del empresario Serguéi Diáguilev. Después de este lapso de tiempo, durante el cual Stravinski se fraguó una reputación como compositor de ballet, él no estaba seguro de volver a Le rossignol, y aunque él lo hizo terminar, se decidió también crear un puramente versión sinfónica, Le chant du rossignol.
Dice Stravinski en su autobiografía, "he llegado a la conclusión—muy a mi pesar, ya que soy autor de muchas obras para teatro—de que una interpretación perfecta sólo se puede conseguir en la sala de conciertos, ya que el escenario presenta una combinación de varios elementos de los que la música a menudo ha de depender, por lo que no se puede confiar a la consideración exclusiva que puede recibir en un concierto. Esto se vio confirmado cuando dos meses más tarde, bajo la dirección de Ansermet, Le Chant du Rossignol se interpretó como un ballet por Diáguilev en la Ópera de París." 

## Debut sinfónico
El debut sinfónico de Le chant du rossignol, bajo la batuta de Ernest Ansermet en la Orchestre de la Suisse Romande, recibió críticas muy similares a las de La consagración de la primavera. El empleo no tradicional de la disonancia y de los instrumentos por parte de Stravinski no fueron bien en posteriores interpretaciones subsiguientes de la obra. Posiblemente debido a esta reacción del público permitió que Diáguilev lo transformara en un ballet.

## Debut como ballet
La pieza se estrenó como ballet el 2 de febrero de 1920, en el Teatro Nacional de la Opéra de París. La coreografía corrió a cargo de Leonid Massine y los diseños de Henri Matisse. Esto también fue recibido con cierto escepticismo. El propio compositor no estaba completamente satisfecho. "Había destinado Le Chant du Rossignol para la sala de conciertos, y una representación coreográfica me pareció totalmente innecesaria", afirmó en su autobiografía.
Stravinski accedió a hacer una nueva versión del ballet en 1925. Originalmente, la coreografía iba a ser la de Massine, pero Diaghilev eligió uno de sus estudiantes, George Balanchine, para encargarse de la coreografía de la danza. Es en ese entonces que Stravinski conoce por primera vez a Balanchine, que más tarde se convirtió en su socio creativo más importante.

### Sinopsis
El ballet sigue el hilo argumental principal de Le rossignol de Stravinski, basado en Andersen El Ruiseñor. La primera escena muestra el Ruiseñor que cantaba (o en este caso, bailaba) para el Emperador de China, que se muestra satisfecho. En la música, el canto del ruiseñor es cromático y picado, suena libre y natural, como el canto de un pájaro. La segunda escena presenta el regalo de un ruiseñor mecánico del Emperador de Japón. Todos están fascinados por su canto e ignorar el verdadero Ruiseñor, que se marcha. La música aquí es corta y claro, sin la fluidez del Ruiseñor de verdad y con sonidos de un autómata. En la tercera escena, el Emperador conoce a la Muerte, debido a la enfermedad y el sufrimiento de haber perdido el ruiseñor. Entonces el Ruiseñor aparece fuera el Emperador de la ventana y convence a la Muerte, de que deje en paz al Emperador. La escena final muestra que los cortesanos descubren que el Emperador está ahora bien, a pesar de que su Ruiseñor regresa una vez más a la naturaleza.

### Motivos
Los motivos de la historia incluyen lo natural frente a la artificial, con la yuxtaposición del ruiseñor real con su reemplazo mecánico. Es interesante notar que esta no fue la primera (o última) de la pieza de Stravinski centrada en el personaje de un pájaro, ni tampoco fue su primera fascinación con la perfección aparente de una máquina, ya que hay evidencias de que Stravinski solía preferir el sonido mecánico de una pianola al de una interpretación humana (e inevitablemente imperfecta) tocando un piano de verdad.

## Grabaciones
Stravinski no grabó esta música durante sus extensas sesiones de grabación para Columbia Records. Tan solo una reducción de 1932 para violín y piano de Aires du rossignol y Marche chinoise, grabado en 1933, con Samuel Dushkin en el violín. Sin Embargo, Fritz Reiner y la Orquesta Sinfónica de Chicago grabaron el ballet para RCA Víctor en "Living Stereo," un proceso pionero que usaba tres pistas de grabadores de cinta magnética y tres micrófonos, en el Chicago Orchestra Hall. Fue una de las primeras grabaciones de RCA que fueron publicadas en estéreo, en 1958.